# Leila Hadji
Leila Hadji (* 1. Januar 1998 in Biskra, Algerien) ist eine französische Leichtathletin, die sich auf den Langstreckenlauf spezialisiert hat.

## Sportliche Laufbahn
Erste Erfahrungen bei internationalen Meisterschaften sammelte Leila Hadji bei den Crosslauf-Europameisterschaften 2016 in Chia, bei denen sie nach 13:29 min auf dem 16. Platz im U20-Rennen gelangte. Im Jahr darauf belegte sie bei den U20-Europameisterschaften in Grosseto in 4:22,36 min den siebten Platz im 1500-Meter-Lauf und bei den Crosslauf-Europameisterschaften 2018 in Tilburg wurde sie in 21:30 min 22. im U23-Rennen. Im Jahr darauf gelangte sie bei den U23-Europameisterschaften in Gävle mit 16:14,21 min auf Rang 16 im 5000-Meter-Lauf und im Dezember lief sie bei den Crosslauf-Europameisterschaften in Lissabon nach 22:26 min auf Rang 29 im U23-Rennen ein. Bei den Crosslauf-Europameisterschaften 2021 in Dublin wurde sie nach 29:48 min 54. und im Jahr darauf gewann sie bei den Mittelmeerspielen in Oran in 16:05,54 min die Bronzemedaille über 5000 Meter hinter der Türkin Yasemin Can und Rahma Tahiri aus Marokko. 2023 verpasste sie bei den Halleneuropameisterschaften in Istanbul mit 9:12,53 min den Finaleinzug über 3000 Meter und im August belegte sie bei den World University Games in Chengdu in 16:22,48 min den siebten Platz über 5000 Meter.
2021 wurde Hadji französische Meisterin im 5000-Meter-Lauf.

## Persönliche Bestleistungen
- 1500 Meter: 4:17,75 min, 27. Mai 2017 in Oordegem
  - 1500 Meter (Halle): 4:28,44 min, 4. März 2017 in Halle
- 3000 Meter: 9:36,57 min, 5. Mai 2019 in Longjumeau
  - 3000 Meter (Halle): 9:07,53 min, 28. Januar 2023 in Lyon
- 5000 Meter: 15:48,36 min, 11. Juni 2022 in Carquefou